# 新斯克柳瓦捷
47°56′13″N 36°11′22″E / 47.93694°N 36.18944°E
新斯克柳瓦捷（烏克蘭語：Новоскелювате），是烏克蘭的村落，位於該國中部第聶伯羅彼得羅夫斯克州，由波克羅夫西克區負責管轄，處於蓋丘爾河左岸，分別距離布拉特西克4公里和斯塔羅卡西亞尼夫西克4.5公里，海拔高度82米，2001年人口50。